# Ą
O Ą (minúscula: ą) é uma letra (A latino, adicionado de uma pequena cauda ou ogonek) utilizada, entre outros, nos alfabetos polaco e lituano.
Em polonês representa, foneticamente, ao ditongo nasal [ɔɰ̃] e é usada em várias palavras da língua e também marca, em certos casos, declinições gramaticais em sustantivos, no caso nominativo da palavra zabawka (brinquedo), que no caso instrumental do singular ficaria zabawką.
|                       | Ą                                  | ą                                |
| --------------------- | ---------------------------------- | -------------------------------- |
| Nome                  | LATIN CAPITAL LETTER A WITH OGONEK | LATIN SMALL LETTER A WITH OGONEK |
| Unicode (Hexadecimal) | U+0104                             | U+0105                           |
| Unicode (Decimal)     | 260                                | 261                              |
| Código HTML           | &#x104;                            | &#x105;                          |